# Synchroa chinensis
Synchroa chinensis is een keversoort uit de familie Synchroidae. De wetenschappelijke naam van de soort is voor het eerst geldig gepubliceerd in 1999 door Nikitsky.